# Игуман Николај (Башановић)
Николај Башановић (Подгорица, 21. април 1960) игуман је Српске православне цркве и старешина Манастира Морачника.

## Биографија
Игуман Николај (Башановић), рођен је 21. априла 1960. године у Подгорици. Завршио је средњу електротехничку школу у родном граду.
Замонашен је 26. септембра 2006. године у Цетињском манастиру, од стране митрополита црногорско-приморскога господина др Амфилохија Радовића, добивши монашко име Николај.
Рукоположен је у чин јерођакона 26. јула 2015. године исто у Цетињском манастиру, од стране митрополита црногорско-приморскога господина Амфилохија. Рукоположен је у чин јеромонаха 9. априла 2018. године у Манастиру Бешка на Скадарском језеру.
Постављен је за старешину Манастира Морачника на острву Бешка, 4. септембра 2015. године где се и сада налази.